# دهه ۱۲۷۰ (میلادی)
دهه ۱۲۷۰ (میلادی) صد و بیست و هفتمین دهه تقویم میلادی است.

## درگذشتگان
‎